# 魯帕島
魯帕島是印度尼西亞廖內省望加麗縣的島嶼，位於蘇門答臘島東北面的馬六甲海峽，長50公里、寬50公里，面積1,490平方公里，海岸線長度154公里，人口約30,000。
1°54′N 101°36′E / 1.900°N 101.600°E